# Joe Kopcha
Joseph Edwards Kopcha, detto Joe (Whiting, 23 dicembre 1905 – Hobart, 29 luglio 1986), è stato un giocatore di football americano statunitense che ha militato nel ruolo di offensive guard nella National Football League (NFL).

## Carriera professionistica
Kopcha giocò per otto stagioni nella National Football League, sette delle quali per i Chicago Bears, con cui vinse due titoli consecutivi. In precedenza aveva frequentato la University of Chattanooga per diventare un ostetrico,, decidendo di giocare nel football professionistico per finanziare i propri studi universitari. Kopcha giocò per i Detroit Lions quando ottenne un tirocinio all'Harper Hospital, dopo che in precedenza aveva studiato al Rush Medical College quando giocava per i Bears. Kopcha usò le sue conoscenze per ridisegnare le protezioni delle spalle utilizzate dai giocatori, con i suoi design di base che sono in uso ancora oggi.

## Palmarès

### Franchigia
2
Chicago Bears: 1932, 1933

## Statistiche
| Partite totali | 70 |